# Echinostrephus aciculatus
Espèce
Echinostrephus aciculatus (parfois appelé « Oursin à fins piquants ») est une espèce d'oursins réguliers de la famille des Echinometridae.

## Description
Ce sont des oursins réguliers de forme canonique au test (coquille) plus ou moins sphérique, radioles (piquants) fines, pointues et de longueur moyenne, symétrie pentaradiaire reliant la bouche située au centre de la face orale (inférieure) à l'anus situé à l'apex aboral (pôle supérieur).
Le diamètre du test mesure entre 2 et 4 cm, et la couleur des radioles, longues et fines, est très variable : elles sont souvent brun pourpre, mais peuvent tirer sur le violet, le brun, le noir, le gris ou le blanchâtre. Celles de la face orale peuvent également être annelées de brun pourpre sur un fond crème, mais sont rarement visibles. Le test va du noir au gris clair, la base des radioles formant des ronds souvent très contrastés. Le disque apical est sombre et nu, formant un disque très visible au sommet du test.
On reconnaît cet oursin à coup sûr par son mode de vie : il vit encastré dans un trou qu'il creuse lui-même dans la roche ou le corail, et dont il ne sort quasiment jamais. Seuls ses fins piquants en émergent, qu'il utilise pour capter le plancton et la nourriture dérivante, avant de l'amener à sa bouche par ses podia. Il ne doit cependant pas être confondu avec les « oursins perforants » (comme Echinometra mathaei, aux piquants plus épais), qui se contentent de passer la journée dans une cavité plus grossière, dont ils sortent la nuit pour aller se nourrir.
Cet oursin ressemble énormément à son espèce-sœur Echinostrephus molaris, mais ils ne partagent pas la même aire de répartition. Cependant, des recherches génétiques tendent à suggérer que ces deux espèces n'en feraient en réalité qu'une, légèrement polymorphique selon les zones géographiques.

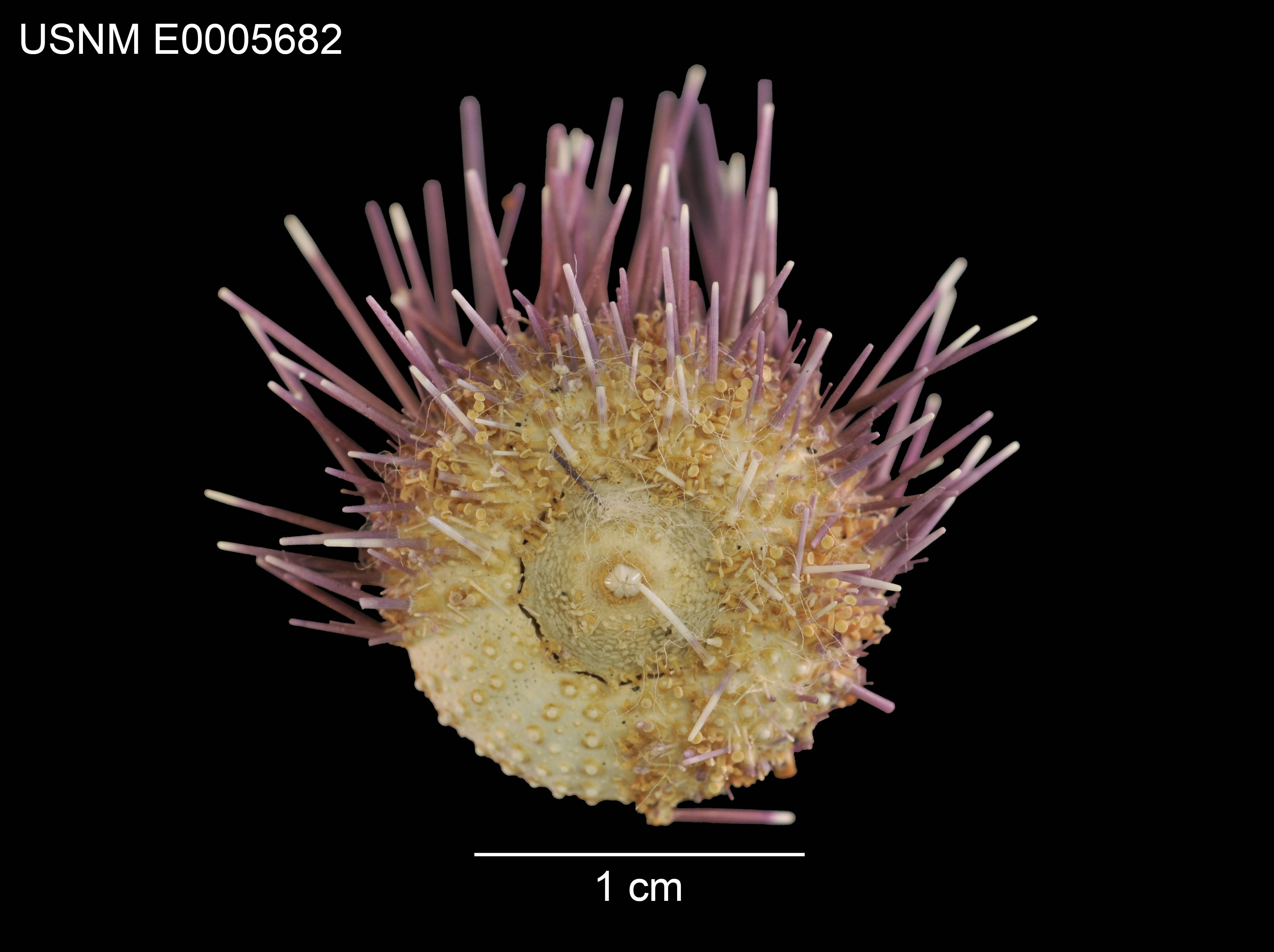
Vue orale
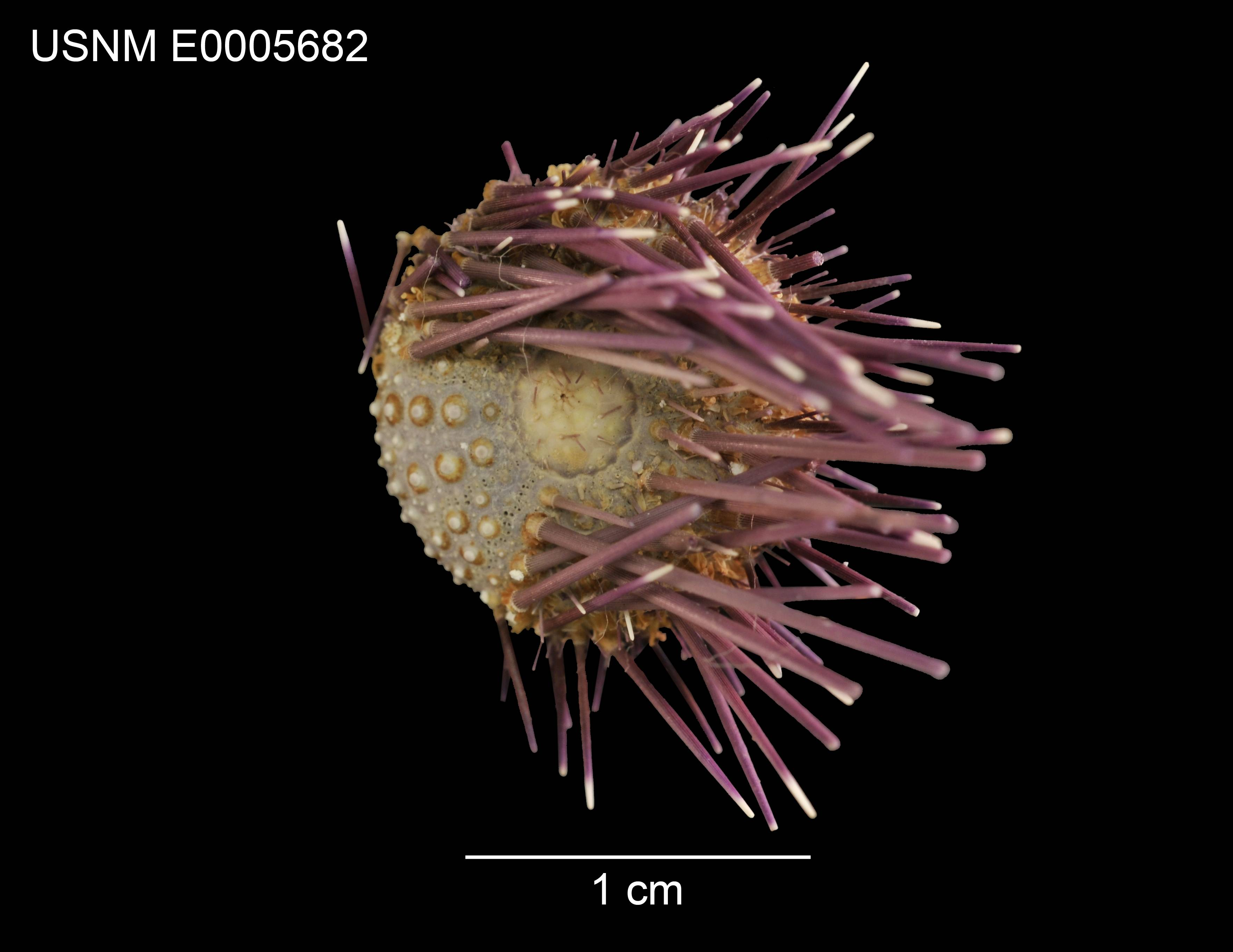
Vue aborale
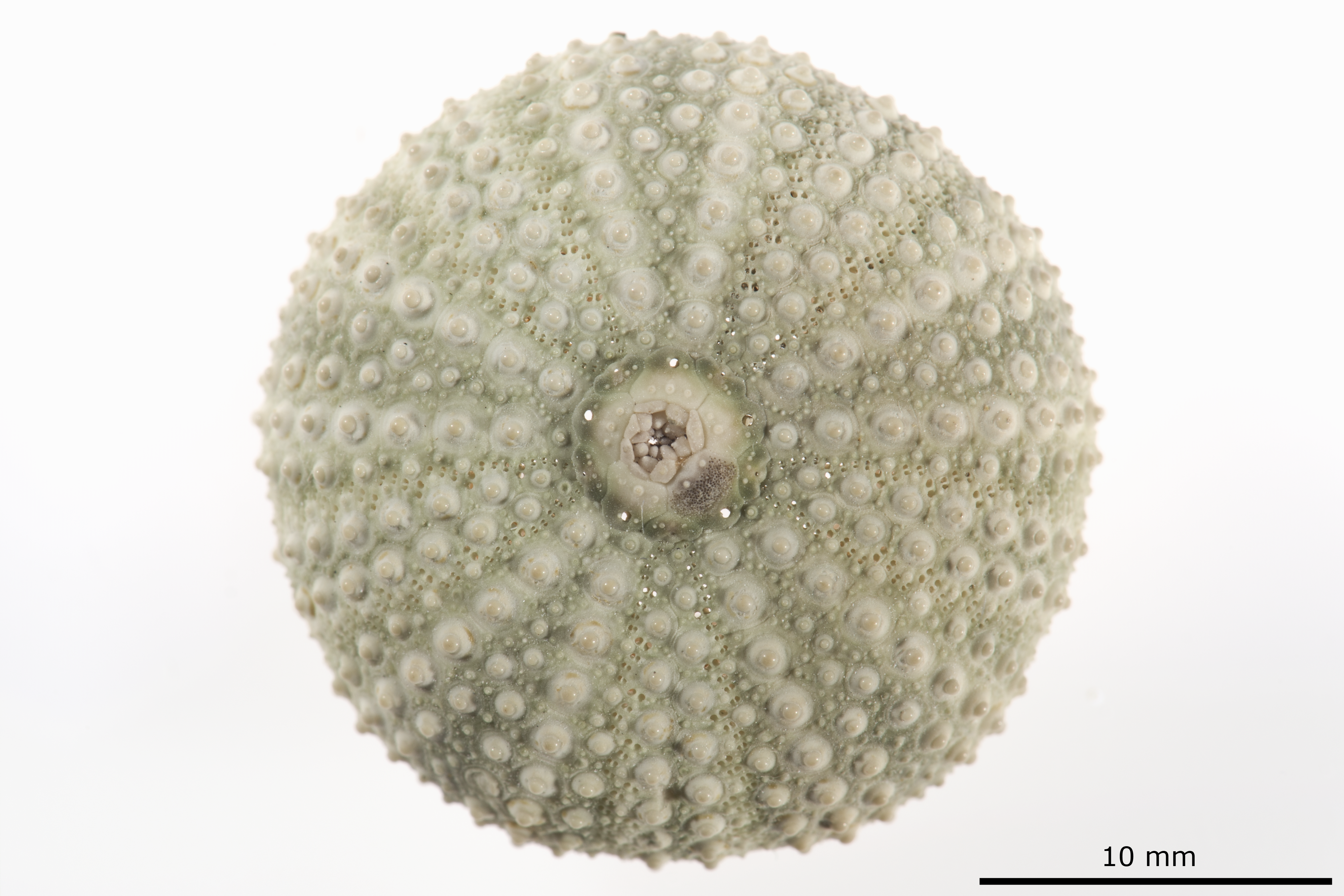
Test dénudé

## Habitat et répartition
On rencontre cet oursin dans le bassin indo-pacifique tropical, notamment dans l'ouest du Pacifique (de l'Australie au Japon) et en Océanie. Il est remplacé dans l'Océan Indien par son espèce-sœur Echinostrephus molaris. 
On le trouve entre 3 et 15 mètres de profondeur, principalement sur les récifs de corail  où ils vivent dans une logette qu'ils ne quittent presque jamais

## Écologie et comportement
Ce sont des oursins perforants, qui se creusent des logettes dans la roche, où ils passent l'essentiel de leur vie à l'abri des prédateurs. Ils ne s'en éloignent que très exceptionnellement pour trouver de la nourriture, car ils peuvent se contenter de ce qui tombe dans leur retraite, et qu'ils captent grâce à leurs piquants et podia.